# Ленц, Аркадий Николаевич
Аркадий Николаевич Ленц (1927 — 1974) — советский борец классического стиля, призёр чемпионатов СССР, Заслуженный тренер СССР (1962). Судья международной категории (1960).

## Биография
Начальник управления прикладных видов спорта Комитета по физической культуре и спорту при Совете Министров СССР.
Ответственный секретарь Федерации борьбы СССР. Руководитель делегаций советских борцов на международных соревнованиях.
Похоронен на Ваганьковском кладбище (10 уч.).

## Спортивные результаты
- Чемпионат СССР по классической борьбе 1947 года — ;
- Чемпионат СССР по классической борьбе 1948 года — ;
- Чемпионат СССР по классической борьбе 1949 года — ;
- Чемпионат СССР по классической борьбе 1950 года — ;
- Чемпионат СССР по классической борьбе 1951 года — ;
- Чемпионат СССР по классической борьбе 1952 года — .

## Награды
- Медаль «За трудовую доблесть» (16.09.1960) — за успешные выступления в XVII летних и VIII зимних Олимпийских играх 1960 года, а также за выдающиеся спортивные достижения[2]